# 40e à 36e millénaires avant le présent
100e à 71e millénaires AP |
70e à 51e millénaires AP |
50e à 41e millénaires AP |

40e à 36e millénaires avant le présent
|
35e à 31e millénaires AP |
30e à 26e millénaires AP |
25e à 21e millénaires AP

Cet article traite de l’histoire évolutive de la lignée humaine entre 40 000 et 35 000 ans avant le présent (AP). Après le début du Paléolithique supérieur où coexistaient différentes industries lithiques de transition, l'Aurignacien (caractérisé dans une grotte vers la commune d'Aurignac dans l'actuel département occitan et donc français méridional de la Haute-Garonne) s'étend à toute l'Europe d'alors. Il se caractérise par l'apparition d'outils sur matière dure animale (os, bois de cerf, corne, ivoire), par l'allègement des outils lithiques (c'est le leptolithique proposé par l'abbé français Henri Breuil) et par le développement de l’art pariétal.

## Évènements humains par continents d'aujourd'hui

### Afrique
- 37 000 ans avant le présent (AP) : l’os de Lebombo, un péroné de babouin trouvé dans une grotte de la chaîne montagneuse de Lebombo, au Eswatini contemporain (et ainsi au sud du continent), entaillé de 29 encoches qui correspondent peut-être à un cycle lunaire, est le plus ancien bâton de comptage connu[1].
- 36 000 ans AP : crâne d'Hofmeyr, fossile d'homo sapiens découvert en Afrique du Sud en 1952 de notre ère. Il présente de très grandes similitudes avec d'autres crânes du Paléolithique supérieur, trouvés en Europe et au Proche-Orient voire en Extrême-Orient[2]. Les squelettes de Nazlet Khater en Haute-Égypte, datés d'entre 35 100 et 30 360 ans AP, présentent ces mêmes similitudes, avec des caractéristiques archaïques[3].

### Amérique(s)
- Vers 40 000 ans AP, plusieurs traces de présence humaine trouvées au Mexique actuel font l'objet de datations controversées :
  - des traces de pas humains dans des cendres volcaniques découvertes sur le site de Hueyatlaco au pied du volcan Cerro Toluquilla, datées de 38 000 ans AP par une première estimation. Une analyse de la roche volcanique par la méthode Argon 40 / Argon 39 aboutit à une datation d'1,3 million d'années confirmée par paléomagnétisme[4]. Des fossiles humains ont été découverts sur le même site, dans la région de Cuenca del Valsequillo à 75 km au sud-est de Mexico[5] ;
  - site de la Cueva Babisuri en Baja California (Basse-Californie d'alors, toujours mexicaine aujourd'hui), jadis habité par des chasseurs-cueilleurs[6].
- 38 000 ans AP : découverte, en 1957 de l'ère grégorienne à Lewisville au Texas (l'un des États-Unis contemporains), d'os brûlés d'animaux d'un grand nombre d'espèces dont certaines disparues depuis, à proximité de pointes de lance de type Clovis[7].

### Asie-Pacifique
- De 44 000 à 27 000 ans AP : mains négatives (en pochoirs) et peintures rupestres des grottes préhistoriques de Maros-Pangkep au sud des îles Sulawesi en Indonésie actuelle(s)[8]. L'une d'elles datée de plus de 35 000 ans représente un suidé local babiroussa[9].
- Vers 40 000 ans AP :
  - apparition d’Homo sapiens en Sibérie et en Mongolie d'alors (culture de l'Ordos[10], sites de Tolbor, Kara-Bom et Kamenka) jusqu'au nord de la Chine (Shuidonggou)[9] ;
  - les fossiles du lac Mungo, découverts au sud de la Nouvelle-Galles du Sud d'aujourd'hui, en Australie, de 1969 à 1974, relèvent d'Homo sapiens et seraient les plus anciens fossiles humains connus sur l’île continent. La « femme [dite] de Mungo » présente la particularité d'avoir été incinérée, ce qui est le plus ancien cas de crémation connu au monde. Ses os furent ensuite écrasés et inhumés dans une petite fosse circulaire[11]. Le site a livré aussi des restes de nourritures (mollusques d’eau douce, poissons, petits marsupiaux).
  - Des groupes humains atteignent la Tasmanie contemporaine alors reliée audit continent australien par voie terrestre (découvertes en ce sens dans une grotte de Warreen).

- 38 000 ans AP : premiers outils par éclats de pierre et restes d’hommes modernes trouvés dans les grottes de Niah à Sarawak, sur la grande île Sunda de Bornéo toujours en Indonésie et donc en Asie du Sud-Est actuelles[12].

### Europe
- De 45 000 à 30 000 ans avant le présent (AP) : Châtelperronien (du nom du gentilé d'une commune ci-après du département auvergnat de l'Allier au nord du Massif central en France d'alors) ; culture attribuée aux derniers Néandertaliens (infra) présents dans ledit centre-ouest français et au nord de l'Espagne d'aujourd'hui[13] : racloirs, pointes d’encoche et denticulés, pointe de Châtelperron, couteau à dos courbe façonné sur un support allongé comparable aux lames du Paléolithique supérieur, instruments en os qui se diversifient ; apparition de premiers éléments châtelperroniens de parure dans la grotte du renne près de la commune française d'Arcy-sur-Cure, dans les massif du Morvan et département bourguignon contemporain de l'Yonne, vers 45 000 ans AP : dents perforées à la racine ou rainurées pour permettre leur suspension, fragments d’os découpés et façonnés, qui peuvent être attribués à de l’artisanat néandertalien[14] (1re illustration à gauche ci-après in fine).
- 40 300 ans AP : sépulture contenant le squelette fossile d’un jeune enfant néandertalien, au Moustier 2 en Dordogne, Nouvelle-Aquitaine et toujours France actuelles[15].La calotte crânienne de l'homme de Néandertal dans un ouvrage publié en 1904 du présent

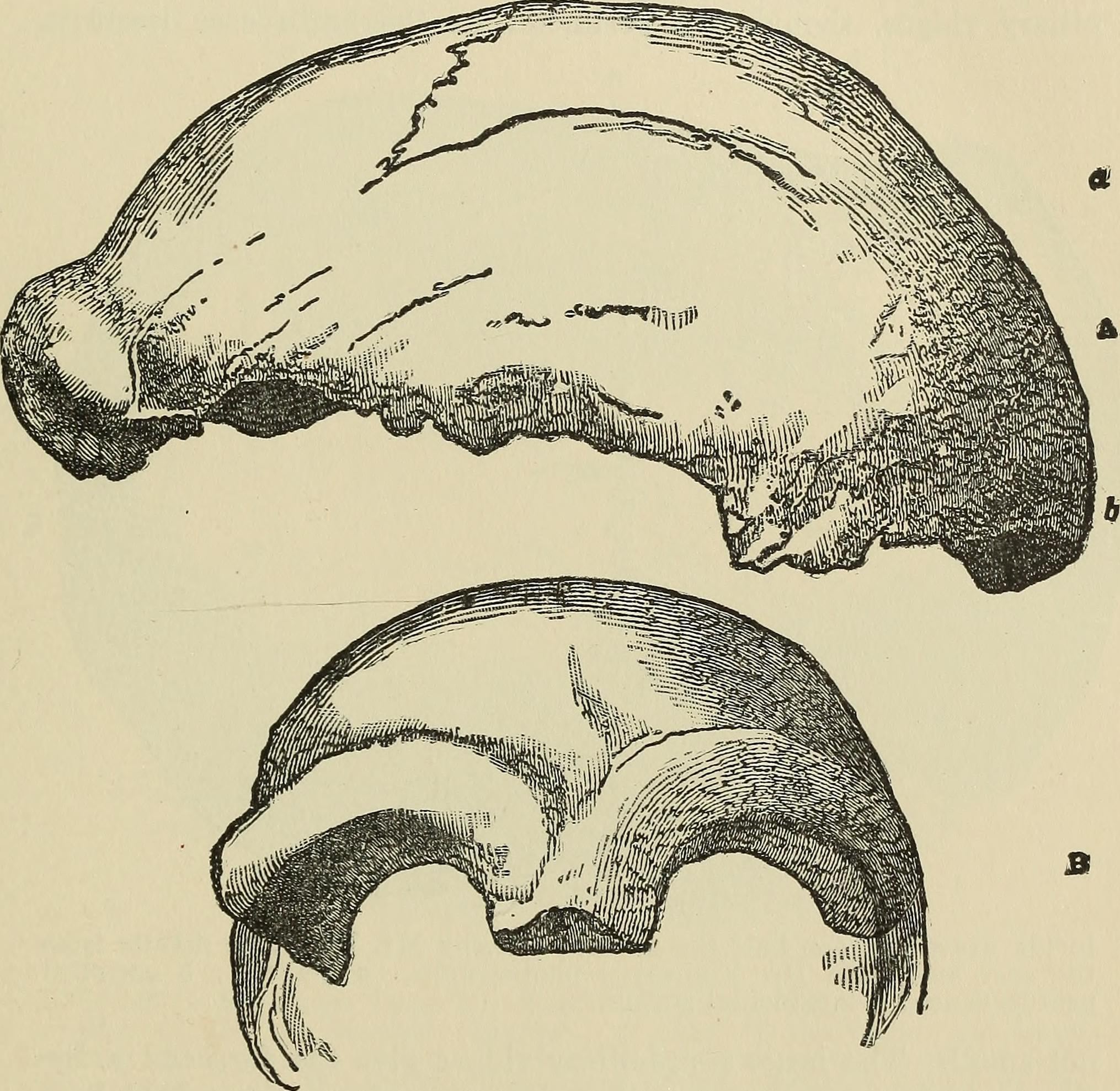
La calotte crânienne de l'homme de Néandertal dans un ouvrage publié en 1904 du présent

- 40 000 ans AP : spécimen type (holotype) de l'espèce Homo neanderthalensis (Néandertal 1), fossile découvert en 1856 du calendrier grégorien par Johann Carl Fuhlrott dans la vallée de Néander d'alors ("Ne-ander" pour "Nouvel homme", "ander" du grec "andros", "homme" ; et "-t(h)al" pour "val(lée)" en allemand [16] ; soit une "vallée de l'homme nouveau", ou une "nouvelle vallée d'humains"), près de Düsseldorf en Allemagne d'aujourd'hui. L'Homme de Néandertal aurait pu être appelé Homme d'Engis puisque le tout premier reste fossile connu de ce taxon est un crâne d'enfant exhumé dès 1829 dans les grottes Schmerling près d'Engis, en Belgique wallonne certes non tant éloignée de Düsseldorf ni de Néander. Le second fossile néandertalien exhumé, le crâne d'une femme adulte, est découvert en 1848 dans la carrière de Forbes, sur le rocher de Gibraltar au sud de la péninsule ibérique et de l'Espagne (à comparer avec le dessin ci-contre).
- Entre 40 000 et 35 000 ans AP : homme-lion de Hohlenstein-Stadel, sculpture aurignacienne en ivoire de mammouth de 29,6 centimètres de haut découverte vers cette localité du Jura souabe de l'Allemagne contemporaine et de son land du Bade-Wurtemberg, représentant un corps humain à tête de lion[17] (2e illustration & 1re photographie ci-après in fine en partant de la gauche).
- 39 280 ans AP : éruption ignimbritique de Campanie au sud de l'Italie actuelle, l'éruption volcanique la plus massive du Pléistocène supérieur après celle du Toba en Indonésie (Asie ci-avant) ; formation de dépôts de tuf gris campanien et des champs phlégréens (site du bradyséisme de Pouzzoles d'alors, de nouveau près de Naples en Italie)[18].
- Plus de 39 000 ans AP : gravures néandertaliennes sur une paroi de grotte dite de Gorham, encore à Gibraltar, constituant le premier exemple connu d'art pariétal abstrait dû à des Néandertaliens[17] (3e illustration & 2e photographie ci-après in fine en partant de la gauche).
- De 39 000 à 33 600 ans AP : dents d'homo sapiens découvertes dans deux sites également italiens, datées donc d'entre 39 000 ans (grotte de Fumane) et 38 700 à 33 600 ans [ Riparo Bombrini (de) ][9].
- 38 000 ans AP : fœtus d'homo sapiens découvert dans un abri sous roche effondrée du Piave, près de Fajoles, dans le département français et occitan contemporain du Lot, associé à une industrie châtelperronienne[19].
- Entre 37 000 et 35 000 ans AP : l’abri Castanet, sur le site de Castel Merle à Sergeac en Dordogne déjà citée (Aurignacien ancien), contient une plaque rocheuse d’une tonne et demie détachée d'une paroi, sur laquelle ont été découvertes des gravures de sexes masculin(s) et féminin(s) [vulve(s)], d’animaux teintés d’ocre(s) et de symboles[20].
- De 37 000 à 33 500 ans AP : première occupation humaine de la grotte aujourd'hui ardéchoise dite Chauvet, entre Auvergne et Rhône-Alpes actuels, dont les principales peintures pariétales datent de cette époque aurignacienne et figurent ainsi parmi les plus anciennes de France[21] (dernière illustration à droite ci-après in fine).

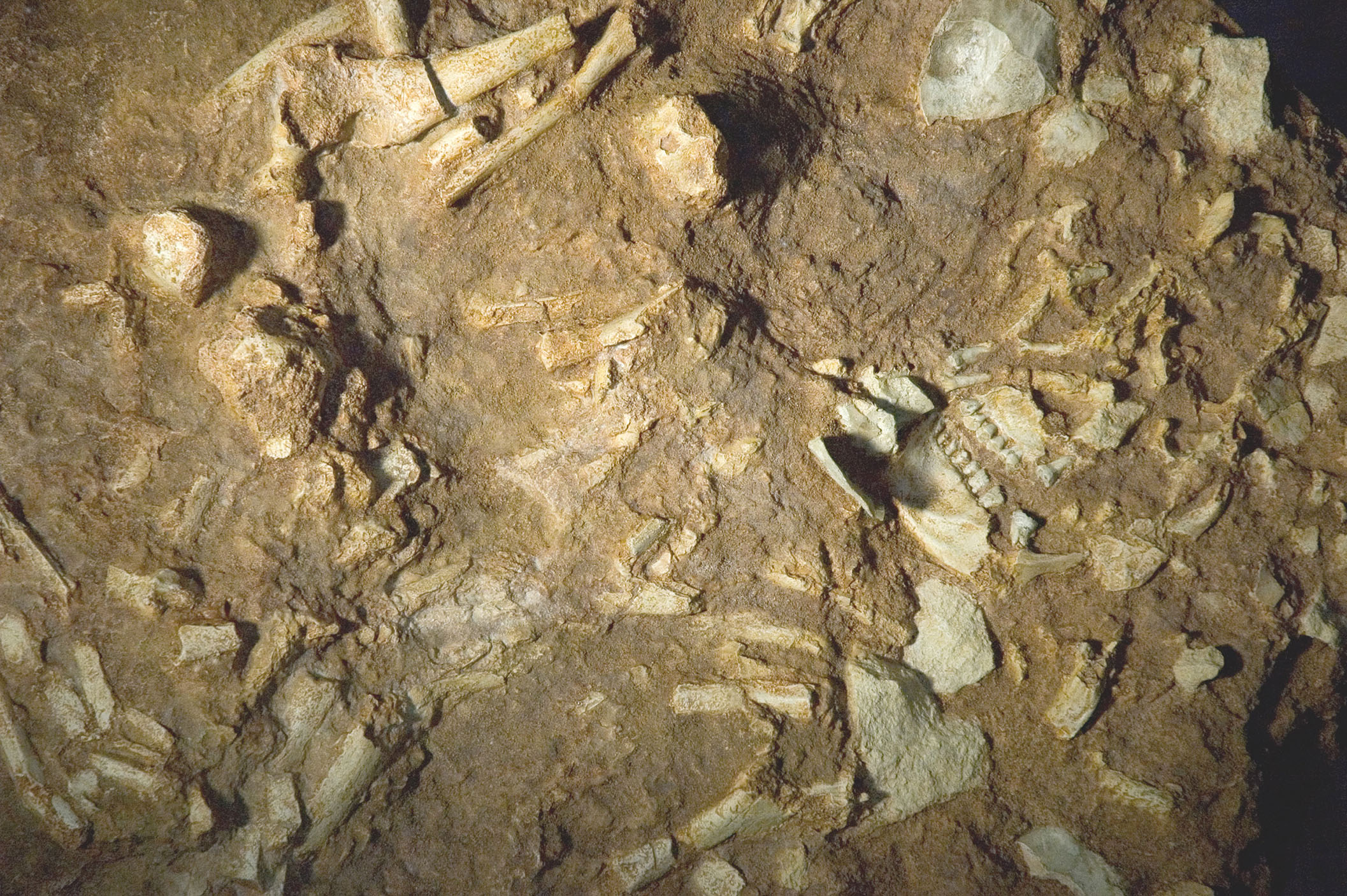
Reconstitution du squelette de Pierrette à Saint-Césaire

- Entre 36 700 et 34 200 ans AP : le séquençage du génome de l'homme de Kostenki 14, qui vit en Russie d'alors, montre qu'il a 3 % de gènes néandertaliens ce qui confirme qu'un croisement entre Néandertal et Sapiens s'est produit il y a plus de 45 000 ans[19]. Ce génome avec les trois principales composantes présentes chez les Européens modernes est le premier à démontrer ainsi une certaine continuité entre les premiers Européens et ceux de notre ère.
- 36 300 ans AP : Néandertaliens du site de Saint-Césaire, dans le département français contemporain de Charente-Maritime, associés à une industrie lithique châtelperronienne datée de 36 300 ± 2700 ans avant le présent. Le crâne de Pierrette, d'un squelette néandertalien trouvé en 1979 de notre époque sur le site dit de « la Roche à Pierrot » (illustration ci-contre), porte les traces d'une fracture cicatrisée due à un coup violent porté par un objet pointu auxquels survécut cet individu femelle.
- De 36 000 à 33 000 ans AP : sépulture néandertalienne de la Zaskalnaya VI, sur la falaise de Krasnaya Balka à l'est de l'actuelle Crimée en Ukraine[22].
- Entre 36 000 et 31 000 ans AP : découverte en 2009 de fibres teintes de lin naturel et de laine de chèvre avec marques de torsion, dans des couches d'argile d'une grotte de Dzudzuana en Géorgie (Caucase, aux confins de l'Europe et de l'Asie), suggérant l'utilisation la plus ancienne connue à ce jour de matériaux textiles par l'homme[23].

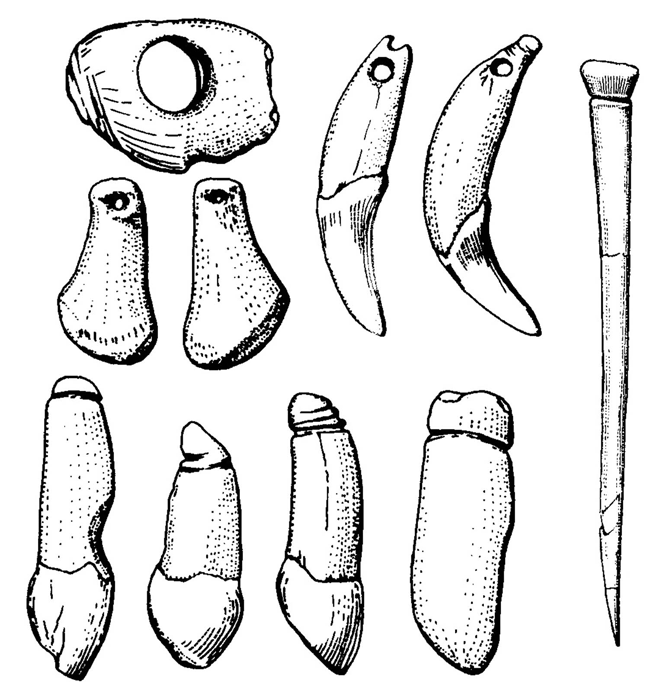
Parure de pointes d'os et de dents d'animaux (Châtelperronien d'Arcy-sur-Cure).
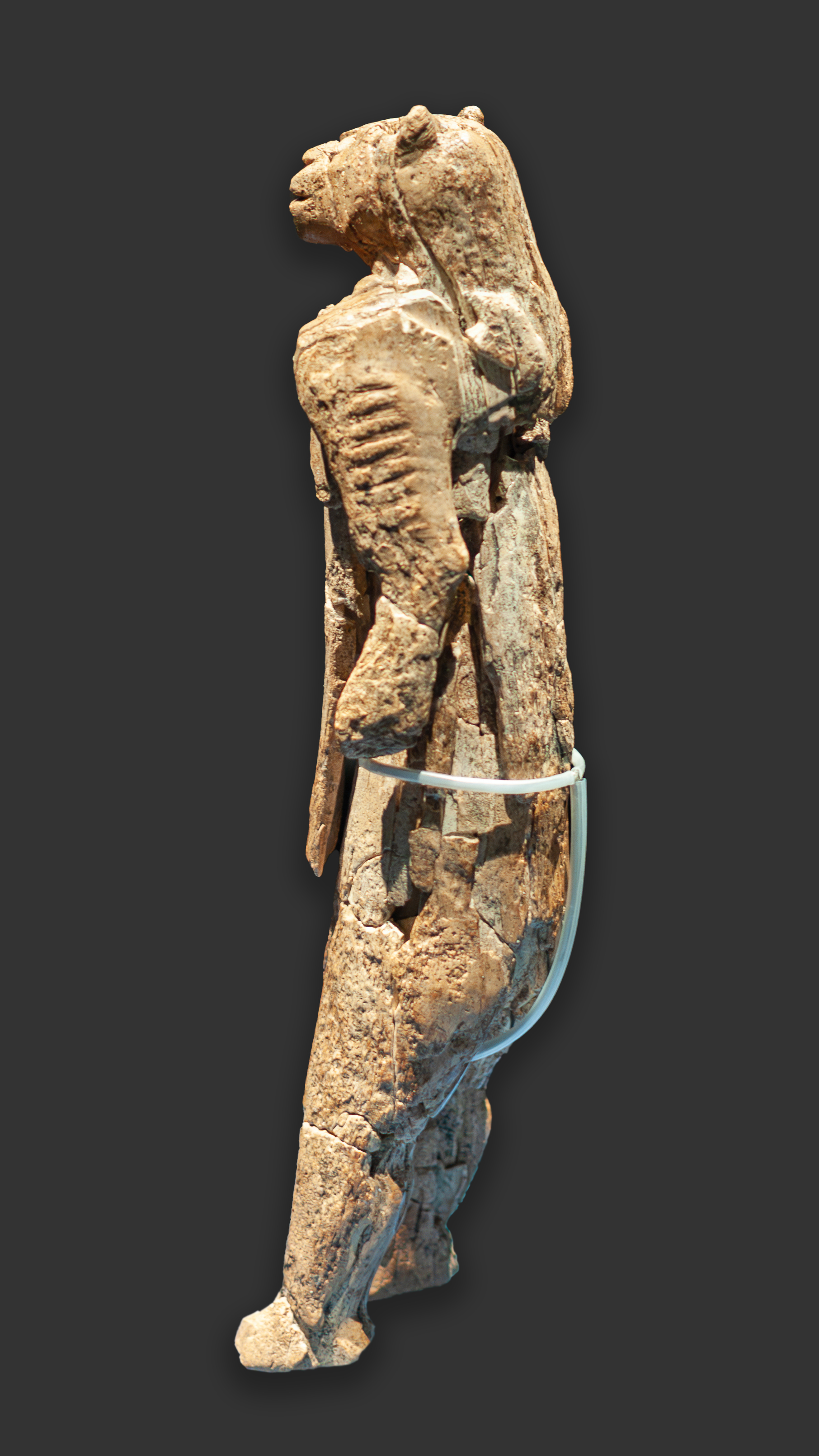
L’homme-lion de Hohlenstein-Stadel.
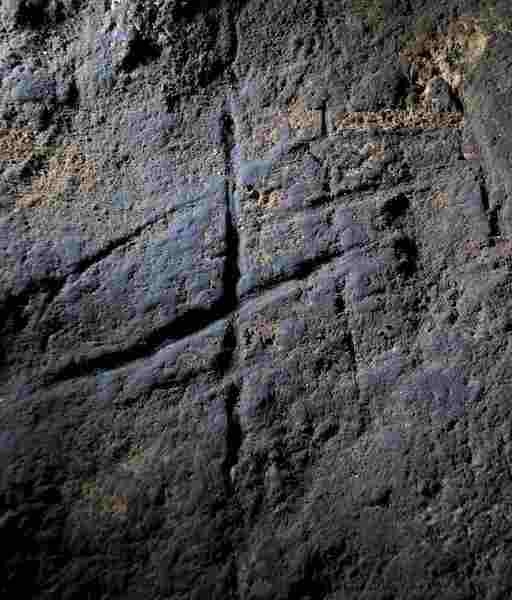
Gravures pariétales néandertaliennes dans la grotte de Gorham à Gibraltar.
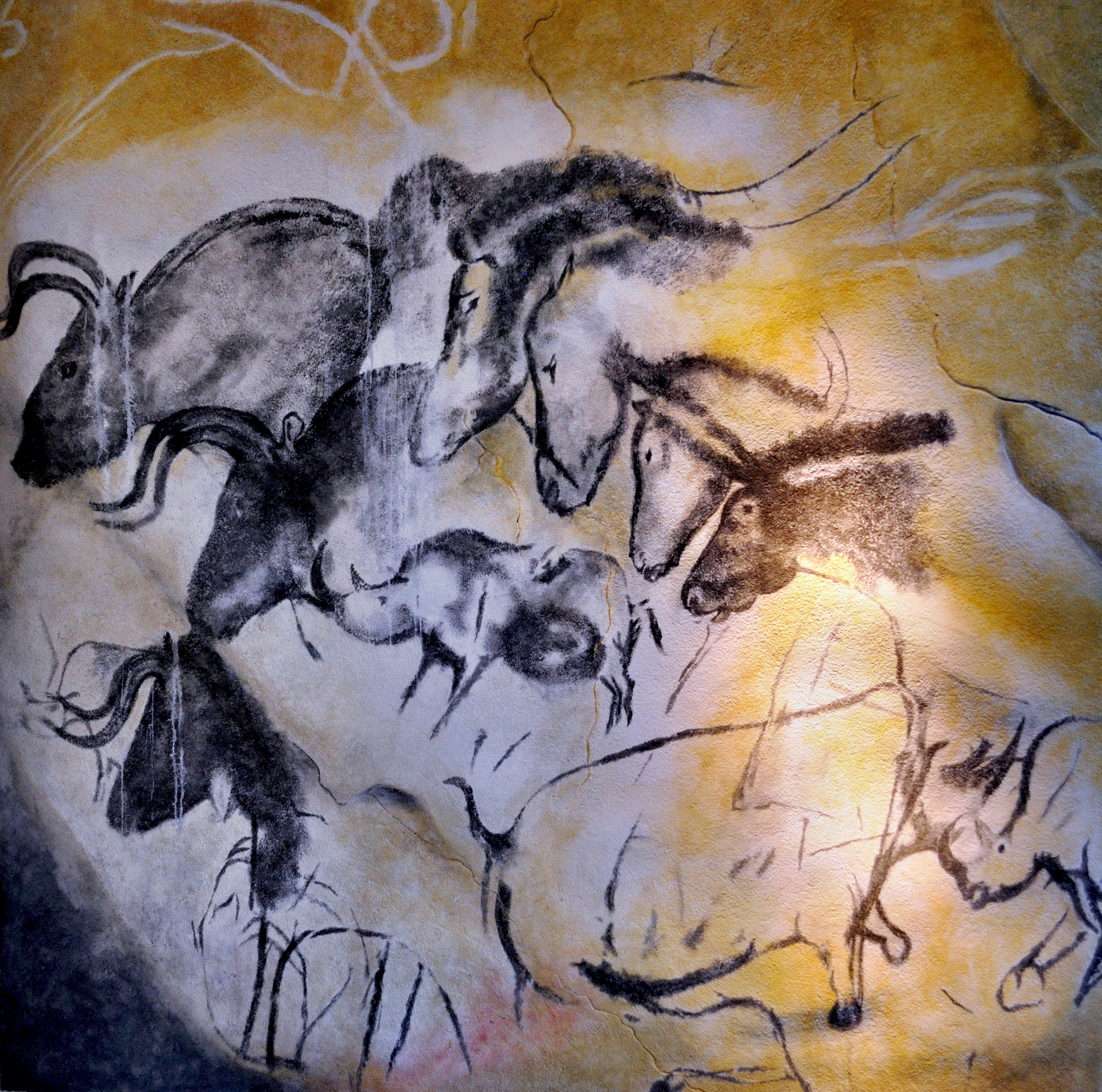
Peintures pariétales de la grotte Chauvet.